# Keylogger

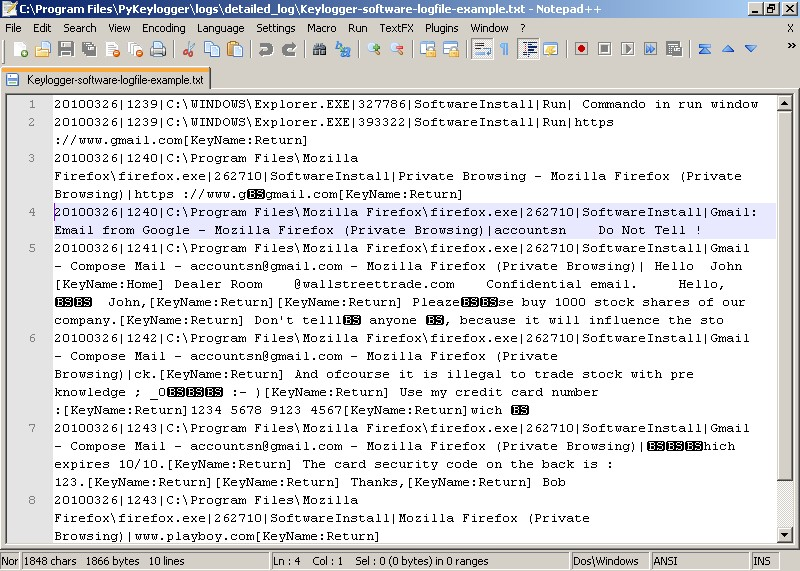
Logi keyloggera programowego na komputerze

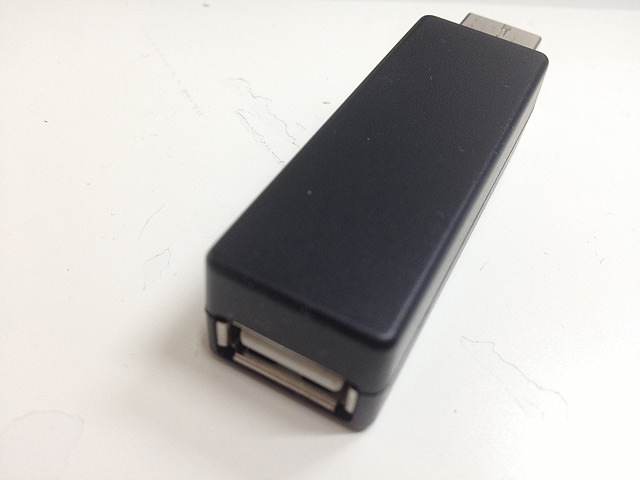
Keylogger sprzętowy wpięty między gniazdko USB komputera a wtyczkę klawiatury

Keylogger (ang. key „klawisz”, logger „rejestrator”) – rodzaj oprogramowania lub urządzenia rejestrującego klawisze naciskane przez użytkownika. Na ogół są spotykane w wersji programowej, rzadziej w sprzętowej. Keylogger może być zarówno szkodliwym oprogramowaniem służącym do zbierania haseł i innych poufnych danych, jak i oprogramowaniem celowo zainstalowanym przez pracodawcę np. w celu kontrolowania aktywności pracowników.

## Keyloggery programowe
Programy te działają na zasadzie przejęcia kontroli nad procedurami systemu operacyjnego służącymi do obsługi klawiatury. Dzięki takim zabiegom mogą przechwytywać komunikaty o wciśniętych klawiszach. Zaawansowane programy monitorujące mogą posiadać ponadto takie funkcje jak:
- przechwytywanie zrzutów ekranu,
- wysyłanie logów i zrzutów za pośrednictwem poczty elektronicznej lub serwera FTP,
- pobieranie informacji o aktywnych oknach i programach,
- zapisywanie zawartości schowka,
- zapisywanie dźwięków z mikrofonu,
- ochrona przed wykryciem poprzez:
  - ukrywanie się na liście programów uruchamianych przy starcie systemu,
  - ukrywanie się w menedżerze zadań,
  - ukrywanie i szyfrowanie pliku, gdzie zapisywane są logi,
  - szyfrowanie połączenia z serwerem.

## Keyloggery sprzętowe
Keyloggery sprzętowe mają postać małych przejściówek służących do wpięcia do portu klawiatury komputera. Klawiaturę wpina się następnie do gniazda w przejściówce, która potem zapisuje wszystkie wciskane klawisze we wbudowanej pamięci lub wysyła je drogą radiową. W przypadku keyloggerów pierwszego typu konieczny jest fizyczny dostęp do urządzenia dla odczytania danych. Można również spotkać keylogger sprzętowy wbudowany w klawiaturę lub przewód łączący klawiaturę z komputerem.